# Zagora, Kroatien
Zagora är ett område i landsdelen Dalmatien i södra Kroatien. Zagora ligger öster om staden Split. Sinj är en av de större städerna i Zagora.

## Geografi
Zagora ligger innanför Adriatiska havets kust och är en bergig region. Vid staden Knin ligger Kroatiens högsta punkt, Dinara, i bergskedjan Dinariska alperna. Bergen är i allmänhet ganska karga och steniga, men i södra delen finns flera gröna ängar och slätter i dalarna. I öster gränsar landskapet till förbundsrepubliken Bosnien-Hercegovina.